# Мућкалица
Мућкалица је главно јело, састављено из меса и део је српске кухиње. Различити рецепти су део локалних кухиња у јужној Србији (Лесковац, Шар-планина са Косова, Топлица). Главна карактеристика овог јела је да месо пре припреме јела мора бити испечено на роштиљу. Месо се посоли и исече на крупне коцке. Могу се направити и ражњићи на штапићу и испећи на роштиљу.

## Припрема јела
Парчићи меса са роштиља могу се омотати сланином или се сланина може посебно испећи и додати касније у поврће. Исецкати црни лук, динстати на уљу и кад се упржи додати сечене паприке, парадајз и сецкани бели лук. Додати месо, налити са мало воде и крчкати док се поврће не претвори у компактну масу. Зачинити и зауљити по укусу.
Према неким рецептима, парадајз треба претходно ољуштити, а паприке испећи и такође ољуштити. На крају кувања, мућкалица се запече у рерни неколико минута.

## Лесковачка мућкалица[6]
- свињетина, 650 г
- 2 главице црног лука
- 1 дл уља
- со
- бибер
- 2 љуте паприке
- 4 парадајза
- першунов лист

## Шарпланинска мућкалица
- 650 овчијег меса од бута
- 1 дл уља
- 5 главица црног лука
- 4 чешња белог лука
- 1 зелена паприка
- 1 кашика сирћета
- со
- бибер

## Топличка мућкалица[7]
- 500 г	свињског филеа
- 2 кашике уља
- 150 г шампињона
- 200 г паприке
- 100 г шаргарепе
- 2 кашике соја соса
- 30 г капра
- со
- бибер
- 200 г домаће суве тестенине
- 800 мл воде
- 150 г фета сира
- 100 г	чери парадајза